# Aileen Riggin Soule
Aileen Riggin Soule, née le 2 mai 1906 et décédée le 19 octobre 2002 est une nageuse et plongeuse américaine.

## Biographie
Née à Newport (Rhode Island), AIleen Riggin Soule apprend à nager à l'âge de six ans dans la baie de Manille et commence la plongée en 1919. Elle participe aux Jeux olympiques de 1920 à Anvers, en Belgique. Elle gagne une médaille d'or en plongeon et devient ainsi la plus jeune médaillée d'or de l'histoire des États-Unis. Elle gagne deux médailles, une d'argent en plongeon et une de bronze en 100 mètres dos, aux Jeux olympiques d'été de 1924, à Paris.
En 1929, elle inaugure avec le nageur Johnny Weissmuller la piscine Molitor (Paris). Elle déménage à Hawaï avec son mari, en 1957. En 1967, elle voit son nom inscrit au prestigieux International Swimming Hall of Fame.
Elle décède à Honolulu en 2002. Elle est alors la dernière à avoir vécu les Jeux olympiques de 1920.